# Prstění

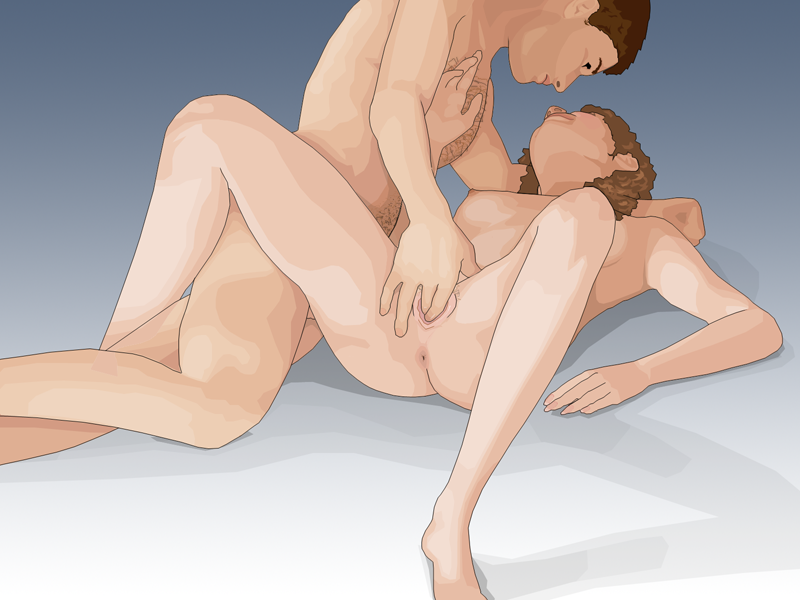
Pár provádějící prstění

Prstění (též prstování, latinsky penetratio digitibus, odborně také digitální penetrace) je sexuální praktika využívající jeden nebo více prstů ke stimulaci klitorisu, pochvy nebo konečníku. Společně se stimulací penisu se jedná o nejběžnější formu vzájemné masturbace.

## Vaginální prstění
Masáž vulvy a zejména klitorisu je nejběžnější způsob ženské masturbace.

## Anální prstění

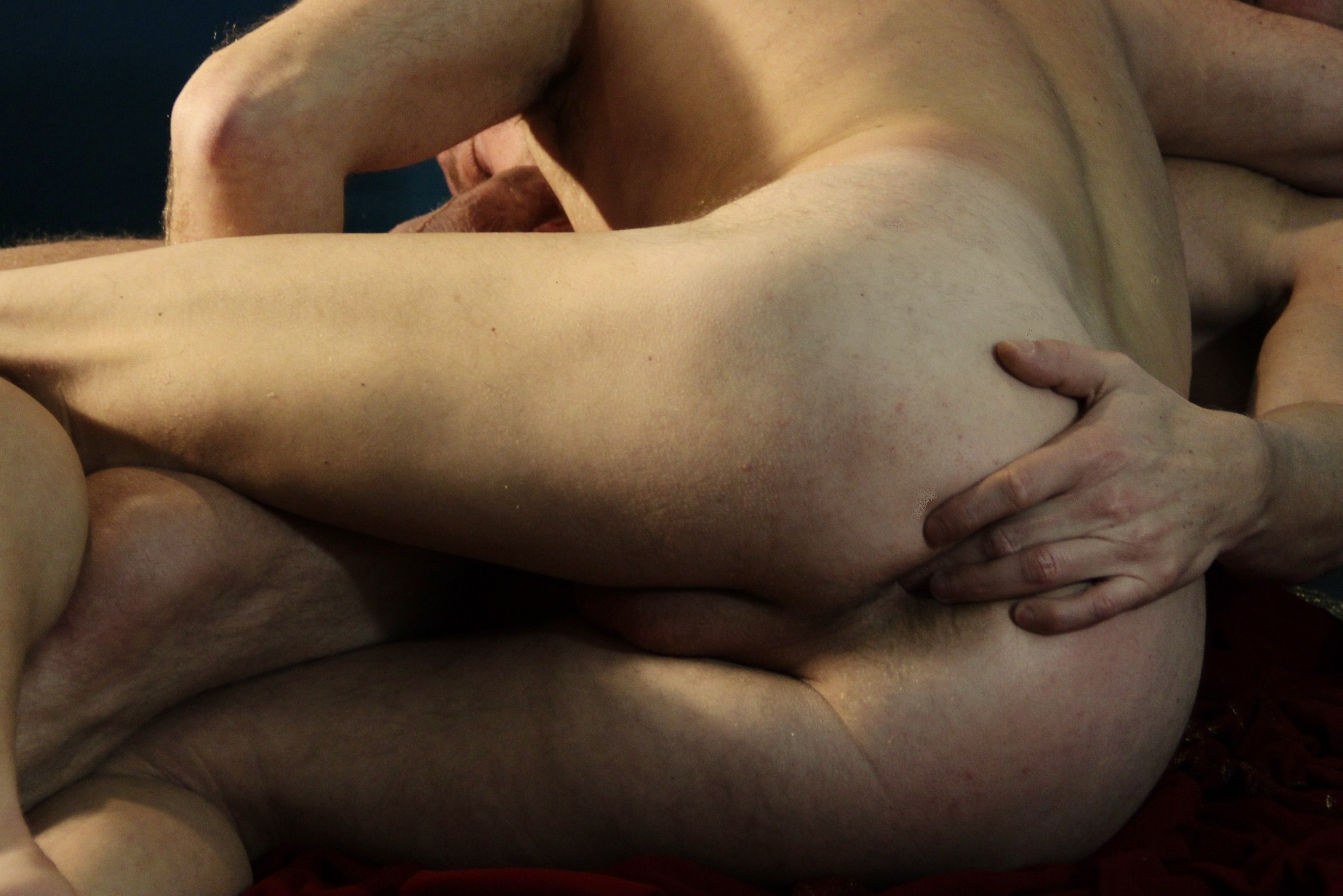
Anální prstění u homosexuálního páru

Prstění konečníku je běžná metoda vlastní přípravy před análním sexem. Osobě, která je příjemcem análního prstění, by mělo způsobovat vzrušení a uvolnění análního svěrače před vsunutím penisu nebo vibrátoru.
Análním prstěním je možné stimulovat prostatu a přivodit tak příjemci orgasmus. Anální prstění může také, přes rektální stěnu, stimulovat bod G u žen. Anální prstění je běžně užíváno osobami obou pohlaví i páry.

## Bezpečí
Tato praktika je považována za bezpečnou v případě dodržování následujících bezpečnostních opatření: ruce by měly být čisté a nehty ostříhané a opilované (dlouhé nebo ostré nehty mohou způsobit škrábnutí, zranění nebo způsobit infekci). Pokud se na prstu nachází škrábnutí nebo řezná rána, je nutné použít latexové nebo vinylové rukavice. Ruce by měly být vždy důkladně umyty horkou vodou. Pokud dochází ke stimulaci konečníku i pochvy, je nevhodné po prstění anusu vkládat prsty do pochvy z důvodu možné infekce.

## Zákon
Násilné vniknutí prsty do anusu nebo pochvy je ve většině právních systémů hodnoceno jako druh sexuálního zneužití.